# Le piccole volpi
Le piccole volpi è un dramma teatrale di Lillian Hellman del 1939. 
Venne rappresentato per la prima volta il 15 febbraio 1939 al National Theatre di Broadway, interpretato da Tallulah Bankhead; produttore e regista della commedia fu Herman Shumlin. 
Lo spettacolo fu un grande successo e andò in scena per 410 repliche, fino al 3 febbraio 1940; l'anno seguente ne venne tratto il film omonimo diretto da William Wyler, con la sceneggiatura scritta dalla stessa Lillian Hellmann. Nel 1946 l'autrice scrisse il dramma teatrale Un'altra parte della foresta, una sorta di antefatto de Le piccole volpi.
È considerato un classico del teatro americano del XX secolo.

## Trama
Primavera 1900. La gelida Regina Hubbard Giddens, che appartiene a una famiglia di avidi e ipocriti imprenditori dell'Alabama, specula su un losco affare combinato con i fratelli, lascia morire il marito senza prestargli soccorso e si aliena l'amore dell'unica figlia.

## Cast della prima (Broadway, 15 febbraio 1939)
- Tallulah Bankhead: Regina Giddens
- Patricia Collinge: Birdie Hubbard
- Frank Conroy: Horace Giddens
- Lee Baker: William Marshall
- Charles Dingle: Benjamin Hubbard
- Dan Duryea: Leo Hubbard
- John Marriott: Cal
- Abbie Mitchell: Addie
- Carl Benton Reid: Oscar Hubbard
- Florence Williams: Alexandra Giddens

## Prima rappresentazione italiana
La prima rappresentazione italiana - che era anche la prima europea - è stata il 5 dicembre 1941 al Teatro Carignano di Torino con la Compagnia delle Arti diretta da Anton Giulio Bragaglia, interpretata da Lola Braccini, Dino Di Luca, Angelo Calabrese, Giovanni Dolfini, Ada Cannavò, Itala Martini, Anita Giarotti.

## Adattamenti
Ne fu tratta la trasposizione operistica Regina di Marc Blitzstein (1948).
Al cinema uscì l'adattamento Piccole volpi, regia di William Wyler (1941).